# Tomosvaryella
Tomosvaryella är ett släkte av tvåvingar. Tomosvaryella ingår i familjen ögonflugor.

## Dottertaxa tillTomosvaryella, i alfabetisk ordning[1][2]
- Tomosvaryella aegyptium
- Tomosvaryella aeneiventris
- Tomosvaryella africana
- Tomosvaryella agnesea
- Tomosvaryella albiseta
- Tomosvaryella aliena
- Tomosvaryella amazonensis
- Tomosvaryella ancylostyla
- Tomosvaryella angolensis
- Tomosvaryella anomala
- Tomosvaryella apicalis
- Tomosvaryella appendipes
- Tomosvaryella argentea
- Tomosvaryella argenteiventris
- Tomosvaryella argentifrons
- Tomosvaryella argentosa
- Tomosvaryella arguta
- Tomosvaryella argyrata
- Tomosvaryella argyratoides
- Tomosvaryella armata
- Tomosvaryella aurata
- Tomosvaryella baderiensis
- Tomosvaryella basalis
- Tomosvaryella beameri
- Tomosvaryella bidens
- Tomosvaryella bissulca
- Tomosvaryella botswanae
- Tomosvaryella brachybasis
- Tomosvaryella brachyscolops
- Tomosvaryella brevidens
- Tomosvaryella brevijuncta
- Tomosvaryella bugalensis
- Tomosvaryella bulganensis
- Tomosvaryella caerulescens
- Tomosvaryella cagiae
- Tomosvaryella calcarata
- Tomosvaryella caligata
- Tomosvaryella chilensis
- Tomosvaryella cilifemorata
- Tomosvaryella cilifera
- Tomosvaryella cilitarsis
- Tomosvaryella claripennis
- Tomosvaryella columbiana
- Tomosvaryella comaousa
- Tomosvaryella concavifronta
- Tomosvaryella congoana
- Tomosvaryella contorta
- Tomosvaryella coquilletticoquilletti
- Tomosvaryella cornuta
- Tomosvaryella corusca
- Tomosvaryella crassa
- Tomosvaryella crassifemorata
- Tomosvaryella crinita
- Tomosvaryella curta
- Tomosvaryella curtissima
- Tomosvaryella curvipatis
- Tomosvaryella debruyni
- Tomosvaryella deformis
- Tomosvaryella dehraduniensis
- Tomosvaryella denticulatus
- Tomosvaryella dentiterebra
- Tomosvaryella deserticola
- Tomosvaryella diffusa
- Tomosvaryella disjuncta
- Tomosvaryella dissimilis
- Tomosvaryella dividua
- Tomosvaryella docta
- Tomosvaryella dongyue
- Tomosvaryella ekyphysis
- Tomosvaryella epichalca
- Tomosvaryella equistylis
- Tomosvaryella eusylvatica
- Tomosvaryella exilidens
- Tomosvaryella falkovitshi
- Tomosvaryella femella
- Tomosvaryella flaviantenna
- Tomosvaryella flavicrus
- Tomosvaryella flavipes
- Tomosvaryella flexa
- Tomosvaryella floridensis
- Tomosvaryella forchhammeri
- Tomosvaryella forter
- Tomosvaryella freidbergi
- Tomosvaryella frontata
- Tomosvaryella galapagensis
- Tomosvaryella gazliensis
- Tomosvaryella geniculata
- Tomosvaryella genitalis
- Tomosvaryella gibbosa
- Tomosvaryella gobiensis
- Tomosvaryella gussakovskyi
- Tomosvaryella guwahatiensis
- Tomosvaryella hactena
- Tomosvaryella helwanensis
- Tomosvaryella hildeae
- Tomosvaryella hirticollis
- Tomosvaryella hispanica
- Tomosvaryella hissarica
- Tomosvaryella hongorica
- Tomosvaryella hortobagyiensis
- Tomosvaryella hozretishiensis
- Tomosvaryella immutata
- Tomosvaryella inazumae
- Tomosvaryella incompta
- Tomosvaryella incondita
- Tomosvaryella inconspicus
- Tomosvaryella indica
- Tomosvaryella inermis
- Tomosvaryella inopinata
- Tomosvaryella insulicola
- Tomosvaryella israelensis
- Tomosvaryella itoi
- Tomosvaryella jubata
- Tomosvaryella kalevala
- Tomosvaryella karakalaensis
- Tomosvaryella kashipurensis
- Tomosvaryella kirghizorum
- Tomosvaryella kondarensis
- Tomosvaryella kuthyi
- Tomosvaryella lata
- Tomosvaryella laticlavia
- Tomosvaryella latitarsis
- Tomosvaryella leimonias
- Tomosvaryella lepidipes
- Tomosvaryella leri
- Tomosvaryella limpidipennis
- Tomosvaryella littoralis
- Tomosvaryella longipygianus
- Tomosvaryella longiseta
- Tomosvaryella longistylus
- Tomosvaryella longula
- Tomosvaryella luppovae
- Tomosvaryella lynchi
- Tomosvaryella lyneborgi
- Tomosvaryella manauensis
- Tomosvaryella mbuyensis
- Tomosvaryella mediocris
- Tomosvaryella membranacea
- Tomosvaryella membranosa
- Tomosvaryella mesasiatica
- Tomosvaryella mesostena
- Tomosvaryella mexicanensis
- Tomosvaryella micronesiae
- Tomosvaryella mimica
- Tomosvaryella minacis
- Tomosvaryella minima
- Tomosvaryella minuscula
- Tomosvaryella minutus
- Tomosvaryella moala
- Tomosvaryella mongolica
- Tomosvaryella montana
- Tomosvaryella montina
- Tomosvaryella multisetae
- Tomosvaryella mutata
- Tomosvaryella nalaihiana
- Tomosvaryella nartshukae
- Tomosvaryella nigra
- Tomosvaryella nigritula
- Tomosvaryella nigronitida
- Tomosvaryella nitens
- Tomosvaryella nodosa
- Tomosvaryella novaezealandiae
- Tomosvaryella nyctias
- Tomosvaryella oligoseta
- Tomosvaryella olmii
- Tomosvaryella olympicola
- Tomosvaryella ornatitarsalis
- Tomosvaryella orthocladia
- Tomosvaryella oryzaetora
- Tomosvaryella palliditarsis
- Tomosvaryella parakuthyi
- Tomosvaryella parvicuspis
- Tomosvaryella pauca
- Tomosvaryella pectinalis
- Tomosvaryella pennatula
- Tomosvaryella perissosceles
- Tomosvaryella pernitida
- Tomosvaryella perpusilla
- Tomosvaryella pilosiventris
- Tomosvaryella platensis
- Tomosvaryella polita
- Tomosvaryella propinqua
- Tomosvaryella propria
- Tomosvaryella prostata
- Tomosvaryella pruinosa
- Tomosvaryella pseudophanes
- Tomosvaryella pterae
- Tomosvaryella pulchra
- Tomosvaryella pusilla
- Tomosvaryella quadradentis
- Tomosvaryella ramnagariensis
- Tomosvaryella relicta
- Tomosvaryella resurgens
- Tomosvaryella robusta
- Tomosvaryella rossica
- Tomosvaryella ruwenzoriensis
- Tomosvaryella sachtlebeni
- Tomosvaryella santaroi
- Tomosvaryella santiagoensis
- Tomosvaryella scalprata
- Tomosvaryella scopulata
- Tomosvaryella sedomensis
- Tomosvaryella sentis
- Tomosvaryella sepulta
- Tomosvaryella setositora
- Tomosvaryella shaoshanensis
- Tomosvaryella sigillata
- Tomosvaryella similis
- Tomosvaryella singalensis
- Tomosvaryella singula
- Tomosvaryella singularis
- Tomosvaryella singuloides
- Tomosvaryella songinoensis
- Tomosvaryella sonorensis
- Tomosvaryella spangleri
- Tomosvaryella speciosa
- Tomosvaryella spectata
- Tomosvaryella spicata
- Tomosvaryella spiculata
- Tomosvaryella spinea
- Tomosvaryella spinigera
- Tomosvaryella spinosa
- Tomosvaryella spinulenta
- Tomosvaryella spinulifera
- Tomosvaryella stackelbergi
- Tomosvaryella subafricana
- Tomosvaryella subhectena
- Tomosvaryella subnitens
- Tomosvaryella subrobusta
- Tomosvaryella subvirescens
- Tomosvaryella sugonjaevi
- Tomosvaryella sumbarensis
- Tomosvaryella surstylae
- Tomosvaryella sylvatica
- Tomosvaryella sylvaticoides
- Tomosvaryella sylvicola
- Tomosvaryella synadelpha
- Tomosvaryella synadelphoides
- Tomosvaryella tadzhikorum
- Tomosvaryella talyshensis
- Tomosvaryella tanaitidis
- Tomosvaryella tanasijtshuki
- Tomosvaryella tattapaniensis
- Tomosvaryella taurica
- Tomosvaryella tecta
- Tomosvaryella teligera
- Tomosvaryella tenebricosa
- Tomosvaryella tenera
- Tomosvaryella teneroidea
- Tomosvaryella tenuata
- Tomosvaryella torosa
- Tomosvaryella toxodentis
- Tomosvaryella translata
- Tomosvaryella transvaalensis
- Tomosvaryella trichotibialis
- Tomosvaryella tridens
- Tomosvaryella trigona
- Tomosvaryella trjapitzini
- Tomosvaryella troangulatus
- Tomosvaryella trochanterata
- Tomosvaryella trochantericola
- Tomosvaryella tuberculatus
- Tomosvaryella turgayica
- Tomosvaryella turgida
- Tomosvaryella ubsunurensis
- Tomosvaryella unguiculatus
- Tomosvaryella urdaensis
- Tomosvaryella urgamalensis
- Tomosvaryella utahensis
- Tomosvaryella vagabunda
- Tomosvaryella venezuelana
- Tomosvaryella verrucula
- Tomosvaryella vicina
- Tomosvaryella wilburi
- Tomosvaryella virlai
- Tomosvaryella vittigera
- Tomosvaryella xerophila
- Tomosvaryella zimini